# Peter Newbrook
Peter A. H. Newbrook (* 29. Juni 1920 in Chester, Vereinigtes Königreich; † 29. Juni 2009 in Norwich, Norfolk) war ein britischer Kameramann und Filmproduzent mit einem einzigen Ausflug in die Filmregie.

## Leben und Wirken
Newbrook kam direkt von der Schulbank 1934 zum Film und begann seine Laufbahn als Kameraassistent bei Warner Bros. / Teddington Studios und war in dieser Funktion 1941 auch an den Propagandafilmen Ship With Wings, Die Blockade und Next of Kin beteiligt. 1947 stieg Newbrook zum einfachen Kameramann (sog. camera operator) auf. In dieser Funktion arbeitete Newbrook zwischen 1952 und 1957 bei elf Filmen dem berühmten Kollegen Jack Hildyard zu, so auch 1956/57 bei David Leans monumentalem Kriegsfilm Die Brücke am Kwai. Auch bei Leans Meisterwerk Lawrence von Arabien war Newbrook als einfacher Kameramann (dort unter der Leitung von Freddie Young) 1961/62 beteiligt. 
Anschließend erhielt Newbrook seinen ersten Job als Chefkameramann. Die von in dieser Position betreuten Filmproduktionen waren jedoch deutlich bescheidener, sowohl im Budget als auch im Anspruch. In Erinnerung bleiben vor allem seine Beiträge zum britischen Horrorfilm der 1960er und frühen 1970er Jahre. Bei der Gruselgeschichte Experiments versuchte sich Newbrook zum Abschluss seiner Karriere 1972 das einzige Mal auch als Regisseur. Nach einem 1975 veröffentlichten Dokumentarfilm über Griechenland zog sich Peter Newbrook aus dem Filmgeschäft zurück. 
Von 1986 bis 1988 stand Peter Newbrook als Präsident der British Society of Cinematographers vor. In den 2000er Jahren gab er in Filmdokumentationen über David Lean Auskunft über den gefeierten Starregisseur.

## Filmografie
als einfacher Kameramann (bis 1962) und Chefkameramann (ab 1962), wenn nicht anders angegeben
- 1943: The New Lot (Kurzfilm)
- 1947: Against the Wind
- 1948: Scotts letzte Fahrt (Scott of the Antarctic)
- 1949: Der Spielteufel (Third Time Lucky)
- 1949: Melody Club
- 1949: Geheimwelle 505 (Dick Barton Strikes Back)
- 1950: Our Wife
- 1952: Der unbekannte Feind (The Sound Barrier)
- 1952: Das Herz aller Dinge (The Heart of the Matter)
- 1952: Im Schatten des Korsen (Sea Devils)
- 1953: Der Schlüssel zum Paradies (The Captain‘s Paradise)
- 1953: Herr im Haus bin ich (Hobson‘s Choice)
- 1954: Sein größter Prozess (The Green Scarf)
- 1954: Der Fall Teckman (The Teckman Mystery)
- 1954: Traum meines Lebens (Summertime)
- 1954: Lockende Tiefe (The Deep Blue Sea)
- 1956: Charlie Moon
- 1956: Dry Rot
- 1957: Die Brücke am Kwai (The Bridge on the River Kwai)
- 1957: In einem anderen Land (A Farewell to Arms)
- 1959: Mark Saber of London (Fernsehserie)
- 1960: Der grüne Sturzhelm (The Green Helmet)
- 1961: Die vier apokalyptischen Reiter (The Four Horsemen of the Apocalypse)
- 1962: Lawrence von Arabien (Lawrence of Arabia)
- 1962: Begierde an schattigen Tagen (In the Cool of the Day)
- 1963: Adam und Eva (Thet Kind of Girl)
- 1963: Saturday Night Out
- 1964: Das Grauen auf Black Torment (The Black Torment)
- 1965: Gonks Go Beat (auch Produktion)
- 1966: The Sandwich Man (auch Produktion)
- 1966: Ein blindes Huhn (Press for Time) (auch Produktion)
- 1967: Die Bestie mit dem Skalpell (Corruption) (auch Produktion)
- 1969: The Smashing Bird I Used to Know (auch Produktion)
- 1970: Incense for the Damned (auch Herstellungsleitung)
- 1971: Das Geheimnis meines Parfüms (She'll Follow You Anywhere) (nur Produktion)
- 1971: Der Leichengießer (Crucible of Terror) (auch Herstellungsleitung)
- 1972: Experiments (The Asphyx) (nur Regie)
- 1975: The Wonderful World of Greene (Dokumentarfilm)

## Einzelnachweis
1. ↑  laut britischem Geburtenregister. Newbrook selbst gab das in Film Fanatics Guide abgedruckte Geburtsjahr „1918“ an